# 합성개구레이더
합성개구레이더(SAR : Synthetic Aperture Radar)는 지상 및 해양에 대해 공중에서 레이다파를 순차적으로 쏜 이후 레이다파가 굴곡면에 반사되어 돌아오는 미세한 시간차를 처리하여 지상지형도를 만들거나 지표를 관측하는 레이다 시스템이다. 레이다를 사용하기 때문에 주간 및 야간, 그리고 악천후에도 사용할 수 있다는 장점을 가진다. 1960년대부터 주로 군용 정찰장비로 개발되기 시작했으며 1980년대에 들어와서 단순한 지형패턴만이 아닌 이동목표 추적(MTI : Moving Target Indicator) 능력을 가지게 되었다.다른 많은 장비들처럼 합성개구레이다(SAR)도 군용으로 개발되었고 지금도 많은 비중을 차지하고 있으나 점차 민간 분야로 영역을 넓혀가고 있는 중이다.
합성개구레이다(SAR)를 장착하는 플랫폼은 특별한 제한이 없다. 초기에는 제트기(주로 전투기를 개조한 정찰기)에 한정되었으나, 최근에는 F-15K와 같은 최신형 전투기에는 각 기체마다 장착되어 있으며, 헬리콥터, 대형 정찰기를 비롯하여 무인정찰기에도 장착되고 있고, 인공위성에도 장착되고 있다.
장착될 때에는 기체 자체에 처음부터 내장되기도 하나(전투기가 이렇다), 별도의 정찰용 포드 형태로 개발된다. 이 방법의 장점은 포드를 달 수 있는 기체라면 별도의 개조 없이 현장에서 바로 달 수 있다는 것이다. SAR기술은 미국과 이스라엘, 그리고 유럽 몇 개국이 주도했으나, 최근 한국도 국방과학연구소를 통해 한국형 SAR을 독자 개발한 바 있다.

## 민간 부문
소련과 미국이 아날로그 처리 방식의 합성개구레이다 위성을 70년대부터 수차례 쏘아 올렸으나 최초의 민간 용도의 SAR 인공위성은 미국이 1978년에 발사한 SEASAT이었다. 80년대에는 우주왕복선을 이용한 SAR 미션이 두 차례 있었다. 1990년대에 들어서 ERS-1/2 (유럽), JERS-1 (일본), RADARSAT-1 (캐나다) 등의 합성개구레이다 센서를 장착한 위성이 발사되었다. 이 외에도 우주왕복선을 이용한 미션이 1996년에 두 차례 있어 간섭기법(SAR interferometry; InSAR)과 편광기법(SAR polarimetry; PolSAR)의 발전을 보았다. 2000년에는 우주왕복선 레이다지형미션(Suttle Radar Topograpy Mission; SRTM)을 통해 중·저위도 육지 영역에 대한 디지털표고모델(DEM)을 만드는 성과가 있었다. 2000년에는 부분적인 편광 관측이 가능한 ENVISAT (유럽)이 발사되었고, 2006년에는 JERS-1의 계승으로 볼 수 있는 ALOS(일본)가 발사되었다. 2007년에는 TERRASAR-X(독일)와 RADARSAT-2(캐나다)가 각각 발사되었으며, ALOS를 비롯한 이들 2세대 인공위성 SAR 센서들은 인공위성은 완전 편광관측이 가능하다. 이들 중에는 간섭기법의 향상을 위하여 add-on 미션들이 계획되고 있는 경우도 있다.
대한민국의 차기 다목적 실용위성인 KOMPSAT-5에는 X-밴드 SAR 센서가 탑재되었다. 

## 원리
레이다는 원리적으로는 짧고 강한 펄스 전파 빔을 목표지역에 쏘아 그 반사파가 레이다 안테나로 돌아오는 시간을 측정하여 2차원 영상을 구성하는 장치이다. 그런데 이 레이다의 해상력을 높이려면 전파 빔이 가늘고 예리해서 목표지역의 좁은 부분에서 나오는 반사파만 골라 수신할 수 있어야 하고(방위 해상도) 내보내는 전파 펄스 자체가 시간적으로 짧아서 반사파도 짧은 펄스로 돌아와야 한다(거리 해상도). 또한 전자파의 분산이나 굴절을 최소화하기 위해서는 되도록 높은 주파수, 즉 짧은 파장의 전파를 사용해야 한다.
방위해상도를 높이기위해서는 예리한 방향성을 가진 오목거울처럼 생긴 포물면 안테나(parabolic antenna)를 쓰는데, 이 안테나의 직경이 전파의 파장에 비해 크면 클수록 전파의 회절이 적어져서 예리하게 빔을 한 지점으로 집속하여 보내고 있고 또 받을 수 있다. 이는 천체망원경으로 토성이나 목성같은 천체를 자세히 찍으려면 직경이 큰 렌즈나 반사경을 가진 천체망원경을 사용하여야하는 것과 같은 원리이다. 안테나의 직경을 늘리지 않고 단지 배율만 높이면 빛의 회절 때문에 상이 뭉개져서 알아볼 수 없게 된다. 안테나의 직경을 전파의 파장으로 나눈 값을 안테나 개구비(開口比, Aperture Ratio, AR)라고 하는데, 이 안테나 개구비가 클수록 빔이 예리해지고 안테나 이득(gain)도 높아진다. 그러나 항공기에 탑재해야하는 안테나는 크기나 무게에 제한이 있고, 또 큰 안테나를 빠르게 회전시키는 것도 곤란하다. 전파의 파장을 짧게 하는 데도 기술적 한계나 감쇠가 심해지는 등 실용적 문제가 있으므로 종래의 레이다로는 그 해상도에 제한이 있을 수밖에 없다.
그래서 안테나의 직경을 크게 하지 않으면서도 높은 방위해상도를 얻을 수 있도록 개발한 것이 합성개구 레이다이다. 합성개구 레이다에서 사용하는 전파 빔은 비교적 펄스폭도 넓고 안테나 직경도 작아서 빔의 각도 범위도 넓은 편이다. 그 대신 레이다를 비행기나 인공위성에 싣고서 빠르게 이동을 하면서 레이다 반사파를 연속적으로 수신한다. 이렇게 하면 전파가 반사되어 돌아오는 동안 이동한 거리만큼 마치 레이다 안테나의 직경이 길어지는 효과가 나타나므로 보다 예리하게 반사파를 수신할 수 있게 된다. 그러므로 공중에서 넓은 범위의 지상의 고해상도의 영상을 획득하는 데 아주 효과적이다.
고속으로 이동하며 위상이 일치하는(coherent) 전파 빔을 방사하면 전파 빔을 방사한 안테나의 위치와 반사되어 돌아온 반사파를 수신하는 안테나의 위치가 상당한 차이가 나고 이 위치 차이가 수신된 전파의 도플러 편이(Doppler Shift)로 나타난다. 이 도플러 편이의 상대적 편이 특성을 이용해서 대상물과 레이다 안테나 사이의 거리차에 대한 위상보정 방식을 쓰거나 수신지점은 다르지만 위상이 같은 신호를 더하여 합성된 안테나 신호를 획득한다. 즉 레이다가 이동한다는 것을 이용하여 개구면이 작은 안테나로 수신된 연속적인 여러 개의 레이다 신호들을 합성하여 개구면이 큰 안테나의 개구면을 수학적 방법으로 합성한다는 것이다. 그래서 합성개구레이다(合成開口-, synthetic-aperture radar, SAR) 라는 이름이 붙은 것이다. 실제로는 빠르게 이동하며 수신한 여러 신호들을 정지한 레이다의 영상처럼 선명하게 보이게 하려면 복잡한 신호처리가 필요하다.

## 간섭 기법
반사된 가시광선의 강도만을 기록하는 광학센서와는 달리 SAR는 각 화소의 정보가 복소수이다. 복소수는 절댓값과 편각을 가지는데, SAR 영상에서의 절댓값은 해당 지형 또는 물체의 레이다 반사도와 직접적인 연관이 있고, 편각은 전자기파의 위상으로 레이다와 목표물 사이의 거리 정보를 일부 가지게 된다. 대부분의 SAR의 해상도는 사용하는 전자기파의 파장에 비하여 매우 길기 때문에 하나의 SAR 영상에서 볼 수 있는 위상 정보는 큰 의미를 가지기 힘든 값들이다.
두 개의 서로 다른 SAR 레이다가 유사한 위치에서 같은 지역을 관측하는 경우에는 두 SAR 영상을 간섭시켜서 지표의 3차원 정보를 얻을 수가 있다. 레이다에서 물체까지의 거리가 같은 지점들은 제로-도플러 평면 위에 원호를 이루게 되므로 아직 완전히 정해진 것은 아니다. 두 SAR 영상의 위상차이(간섭위상)는 목표물과 두 레이다 사이의 거리 차이에 비례하고, 같은 간섭 위상을 가지는 지점들은 두 레이다의 중점을 원점으로 하여 방사상으로 뻗어나간다. 레이다에 매우 가까운 곳에서 동일 간섭위상의 자취는 쌍곡선을 이루지만 (두 점에서 거리 차이가 같은 지점을 연결한 선이 쌍곡선이다), SAR 영상이 찍히는 정도의 먼 거리에서는 직선으로 근사해도 무방한 경우가 많다. 두 레이다의 위치는 이미 알고 있으므로, 목표물에서 산란이 일어났던 위치는, 관측된 만큼의 간섭 위상에 해당하는 직선과 레이다로부터의 거리를 나타내는 원의 교점이 되어, 하나로 정해질 수 있다. 이 교점은 지표의 기복이 있을 경우 평면 위나 아래에 있게 되므로 3차원 정보를 얻을 수 있게 되는 것이다.
두 레이다가 조금 떨어진 곳에서 동시에 지표를 관측하게 되면, 지표의 기복을 관측하게 된다. 한편 시간 차이를 두고 같은 경로를 따라가면서 같은 지표를 관측하게 되면, 관측되는 간섭위상은 두 관측 사이에 있었던 지표나 목표물의 움직임에 비례하게 된다. 매우 짧은 시간 간격을 두게 되면 자동차나 해파와 같이 빠른 움직임을 포착할 수 있을 뿐만 아니라 거리방향 속도를 구할 수 있게 되며, 수 개월에서 수 년에 걸친 시간 간격을 통해서는 지표의 융기와 침하와 같이 천천히 일어나는 변화를 정량적으로 관찰하게 된다. 그 정확도는 사용되는 전자기 파장의 길이에 비례하며, 좋은 조건에서는 연간 수 밀리미터 정도의 지표 변위를 관측할 수 있기 때문에 지진과 화산의 감시에 응용되고 있다. 지상 이동 표적 탐지 (GMTI)역시 같은 원리에 기반하고 있다.

## 각국의 SAR
- AIRSAR : 미국 NASA JPL
- E-SAR : 독일 DLR
- PI-SAR : 일본 JAXA
- RAMSES : 프랑스 ONERA
- KOMSAR : 대한민국 국방과학연구소
- NEXSAR : 대한민국 LIG넥스원
- EL/M-2055 : 이스라엘 IAI 사
- KPU-STC : 대한민국 한국산업기술대학

## 같이 보기
- 빔포밍
- 지구 관측 위성
- 원격탐사